# Nemanskij rajon
Il Nemanskij rajon (in russo Неманский район?) è un rajon dell'Oblast' di Kaliningrad, nella Russia europea; il capoluogo è Neman.